# ميك غاريت
ميك غاريت (بالإنجليزية: Mick Garrett)‏ هو لاعب كرة القدم الغالية أيرلندي، ولد في 1 أبريل 1937.